# Call of the Valley
A Call of the Valley egy 1967-es lemez Shivkumar Sharma, Brij Bushan Kabra & Harprasad Chaurasia indiai művészektől, melyen indiai klasszikus zene hallható. Szerepel az 1001 lemez, amit hallanod kell, mielőtt meghalsz című könyvben.

## Az album dalai
1. Ahir Bhairav/Nat Bhairav
2. Rag Piloo
3. Bhoop
4. Rag Des
5. Rag Pahadi
6. Ghara-Dadra
7. Dhun-Mishra Kirwani
8. Bageshwari